# Dummy Jim
Pour plus de détails, voir Fiche technique et Distribution.
Dummy Jim est un film documentaire britannique réalisé par Matt Hulse, sorti en 2013.
Le film est disponible pour sourds et mal-entendant.

## Synopsis
James Duthie, jeune homme sourd écossais, quitte à vélo son village de pêcheur en mai 1951 pour voyager jusqu'au cercle arctique. Par la suite il raconte son voyage de 3 mois dans le livre I Cycled into the Arctic Circle, qui a inspiré le film Dummy Jim. Proche du documentaire, ce dernier est constitué d'un montage d'archives, d'animations et de bribes de fictions.

## Fiche technique
- Titre original : Dummy Jim
- Réalisation : Matt Hulse
- Scénario : Matt Hulse, d'après I Cycled into the Arctic Circle de James Duthie
- Direction artistique : Ian Dodds
- Costumes : Jeni Reid
- Photographie : Gudmund Aarseth, Colin Andrews
- Son : Matt Hulse, Jules Woods
- Montage : Nick Currey
- Musique : Jez Butler, Sarah Kenchington, Daniel Padden
- Production : Lucy Brown, Matt Hulse, Tishna Molla, Jean-Luc Ormieres
- Société(s) de production : [sociétés de production]
- Société(s) de distribution : [société de distribution]
- Budget : xx millions [sigle de la monnaie locale]
- Pays d'origine : Écosse
- Langue originale : anglais
- Format : couleur — Dolby SR
- Genre : Documentaire
- Durée : 90 minutes
- Dates de sortie :
  -  Pays-Bas : 28 janvier 2013 - International Film Festival Rotterdam

## Distribution
- Marie Denarnaud : Monique
- Samuel Dore : Dummy Jim
- Nille Hannes
- Jan van Os